# 222. vrtulníková letka
222. vrtulníková letka je součástí Vzdušných sil Armády České republiky v rámci 22. základny vrtulníkového letectva na letišti Náměšť nad Oslavou. Letka mimo transportních úkolů zajišťuje také leteckou podporu speciálních sil SOATU (Special Operations Air Task Unit).

## Historie
Letka tradicí navazuje na 332. letku dopravních a speciálních vrtulníků ze základny v Přerově vytvořené 1. ledna 1995 a vyzbrojená stroji Mil Mi-2, Mi-8, Mi-9 a Mi-17. Po transformacích z let 1997 a 1999 došlo ke změně složení letky, kdy ve výzbroji zůstaly pouze stroje Mi-17, ke kterým následně přibylo několik strojů W-3A Sokol. Letka se v rámci své činnosti podílela na misích IFOR a SFOR. Během povodní v roce 1997 byla letka nasazena z letiště Neředín u Olomouce, když byla základna v Přerově zatopena.
Opětovně byly stroje letky nasazeny při pomoci během povodní v roce 2002 nejdříve v jižních a následně středních Čechách a v Praze, kdy operovaly ze základny Kbely. Reorganizací k 1. lednu 2004 došlo k přejmenování na 232. vrtulníkovou letku, která následně přebírala nově dodané stroje Mi-171Š. V roce 2007 letka nasadila dva stroje v rámci mise KFOR v Kosovu, kdy operovaly ze základny Šajkovac.
Reorganizací k 1. říjnu 2008 došlo k vyřazení lehkých strojů Sokol z výzbroje letky a ta byla opět přejmenována na 231. vrtulníkovou letku. V letech 2009 až 2011 se trojice strojů Mi-171Š jako "Task Force Hippo" zapojila do mise ISAF v Afghánistánu. 
V roce 2010 začal ve spolupráci s lektory z USA výcvik k nasazení SOATU, pro podporu nasazení speciálních sil tak byly od roku 2011 vycvičeny čtyři posádky. Následně došlo v roce 2011 k rozdělení letky na dvě (231. a 232.), kdy každá nově disponovala 8 novými Mi-171Š a 4 původními Mi-17.
V rámci transformace 22. základny letectva na základnu vrtulníkového letectva, došlo 1. prosince 2013 k vytvoření 222. vrtulníkové letky vyzbrojené pouze stroji Mi-171Š a to v počtu 12 kusů, jelikož 4 byly nově zařazeny k 221. vrtrulníkové letce. Společně také začala být držena hotovost SAR pro oblast Moravy a to vždy jednou letkou po část měsíce.
Roku 2023 byl stroj 9868 v LOM Praha opatřen zvláštním nátěrem kombinujícím historické kamufláže strojů Mi-8/17/171Š během jejich služby  v Československé armádě a následně v Armádě České republiky.
V lednu 2024 byla část letky vyčleněna jako součást "Task Force HIPPO Polsko" k podpoře východního křídla NATO včetně podpory polských speciálních jednotek. V rámci tohoto nasazení se také dva stroje na žádost Polska podílely na pomoci se stavbou protipovodňových opatření na řece Odře během povodní v září roku 2024. Další čtyři stoje letky byly současně nasazeny také na území České republiky k podpoře IZS.

## Výzbroj
Ve výzbroji jednotky se od roku 2022 nachází 7 modernizovaných rampových vrtulníků Mi-171ŠM modernizovaných v letech 2009-2015  vyzbrojených kulomety M-134D-H Minigun nebo PKM, které dostaly v rámci jejich komplexní modernizace v souvislosti s nasazením v Afghánistánu, resp. působením ve prospěch úkolové jednotky speciálních leteckých operací SOATU (Special Operations Air Task Unit). Zbylých 8 Mi-171Š s dvojdílnými zadními dveřmi na rozdíl od rampových vrtulníků modernizací na verzi SOF II neprošlo, ale na základě smlouvy z roku 2020 došlo ke sjednocení avionického a komunikačního vybavení všech strojů.

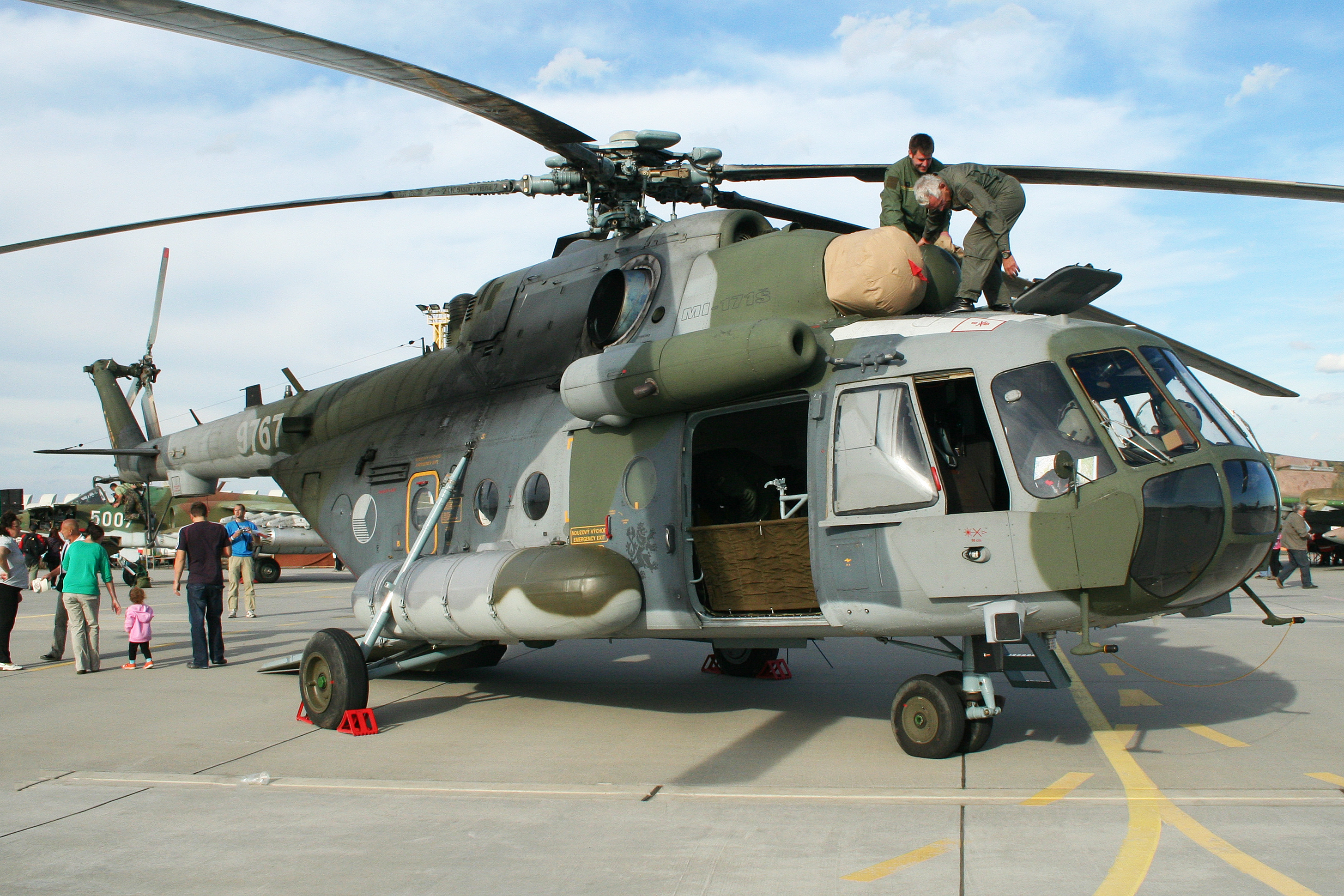
Rampový Mi-171ŠM při dnu otevřených dveří

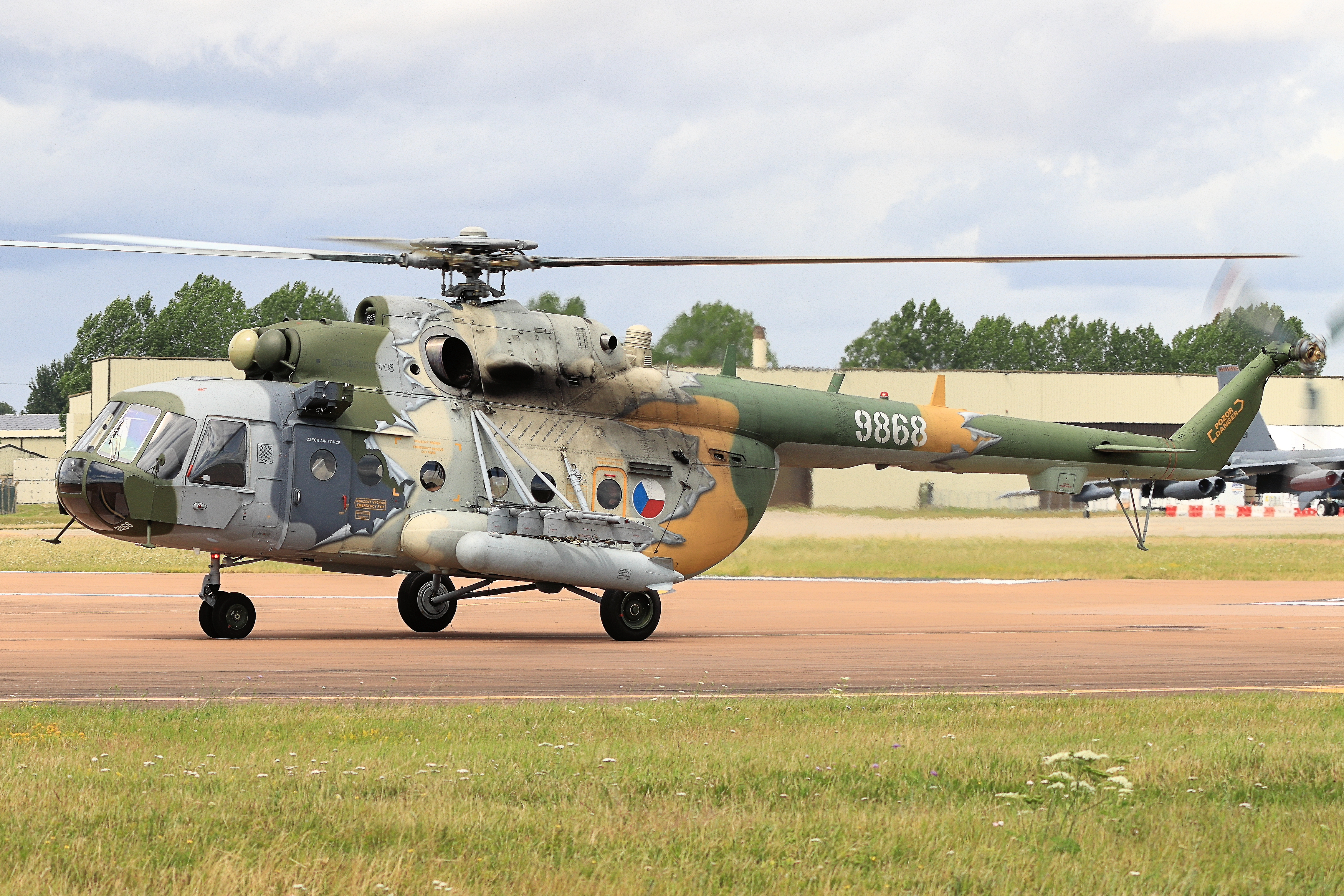
Mi-171Š s nátěrem připomínajícím historii kamuláží strojů Mi-8/17/171